# Dendrographa
Dendrographa Darb. – rodzaj grzybów z rodziny Roccellaceae. Ze względu na współżycie z glonami zaliczany jest do grupy porostów.

## Systematyka i nazewnictwo
Pozycja w klasyfikacji według Index Fungorum: Roccellaceae, Arthoniales, Arthoniomycetidae, Arthoniomycetes, Pezizomycotina, Ascomycota, Fungi.
Nie posiada polskiej nazwy, w indeksie porostów W. Fałtynowicza należące do niego dwa gatunki zaliczane są do innych rodzajów.

## Niektóre gatunki
- Dendrographa conformis (Tehler) Ertz & Tehler 2011
- Dendrographa decolorans (Turner & Borrer) Ertz & Tehler 2011 – tzw. oczarka bezbarwna
- Dendrographa franciscana (Zahlbr.) Ertz & Tehler 2011
- Dendrographa latebrarum (Ach.) Ertz & Tehler 2011 – tzw. promianek ścienny, liszajec ścienny
- Dendrographa leucophaea (Tuck.) Darb. 1898

Nazwy naukowe na podstawie Index Fungorum. Uwzględniono tylko taksony zweryfikowane.